# Calle Real
Calle Real (en espagnol : Rue Royale) est un groupe suédois de timba (musique cubaine moderne, proche de la salsa) fondé en 1999, et actuellement composé de 12 musiciens.
Leur musique est aussi influencée par la pop, le rock, le funk et le R&B.
Patricio Sobrado a formé un trio qui jouait dans le style du Buena Vista Social Club. 
Puis d'autres musiciens ont rejoint le groupe qui s'est orienté vers la timba.
Rickard Valdés (fils du légendraire pianiste cubain Bebo Valdés et la suédoise Rose-Marie Pehrson) est le seul qui soit d'origine cubaine. Patricio Sobrado est originaire du Chili et Jacek Onuskiewicz et Cezary Tomaszewski sont originaires de Pologne, mais tous ont grandi en Suède. Cependant la plupart des musiciens ont étudié la musique à Cuba.
Le chanteur Thomas Sebastian Eby a également collaboré avec d'autres artistes (dont le titre Son tus ojos avec Conga Libre).
En 2003, le groupe a participé au festival Benny Moré à Cuba ainsi qu'à une tournée sur l'île avec Dogge Doggelito. 
Ceci a donné lieu a un film documentaire, Spelplats Cuba (A Gig in Cuba / Concierto de Cuba) (53 min, Coldsonfilm AB), réalisé par Stig-åke Nilsson et Kicki Rundgren, qui a été présenté au festival du film de Göteborg et acheté par la télévision suédoise.
En 2004 le groupe signe avec le label suédois de hip-hop Redline Records. 
En été ils enregistrent cinq premiers morceaux. 
L'album Calle Real Con Fuerza sort ensuite le 1er mars 2006. Ce 1er album est nommé aux Latin Grammy Awards catégorie «Meilleur album de salsa de l'année».
En 2006 un titre inédit, Hoah (4:08) est sorti sur la compilation ¡Baila! A Latin Dance Party (Putumayo World Music).

En juin 2009 sort leur second album, 'Me lo gané'.
 
En 2011 parait un nouvel inédit, Sukiyaki, une reprise de Kyu Sakamoto, en hommage aux victimes du séisme qui a touché le Japon.
En 2015 sort leur troisième album, 'Dime Qué'.

En 2020, ils sortent le single La Cenicienta, puis Thomas Eby (chanteur de Calle Real) avec Gunnar Thullberg (pianiste de Calle Real) et Andreas Unge (bassiste de Calle Real) forment le trio (malgré le nom) Cuba Quartet qui sort 2 EP.

## Discographie

### Discographie solo du chanteur Thomas Eby
- La Tremenda : Tu forma (2007)
- Orquesta Pomo ft. Thomas Eby - Mi Nena (2013)
- Conga Libre ft. Thomas Eby - Son Tus Ojos (2014)
- Camaguey (single, 2016)
- They never look into my eyes (single, 2017)
- Platina Jazz ft. Thomas Eby - The Real Folk Blues (Bande originale de Cowboy Bebop, album Vitaminless)
- Monsi y Su Salsa - Si Te Gusta la Salsa, Si Te Gusta la Timba (ft. Thomas Eby)
- La Liga Habanera ft. Thomas Eby & Dennis Adu) - Paz Y Amor (2024)
- Depuis 2021, membre du groupe El Equipo del Norte

### Discographie de Cuba Quartet
Cuba Quartet :Trio (malgré le nom) formé par Thomas Eby (chanteur de Calle Real) avec Gunnar Thullberg (pianiste de Calle Real) et Andreas Unge (bassiste de Calle Real).

## Membres actuels
- Thomas Sebastian Eby - chant
- Karl Frid - guiro, chœurs et trombone
- Petter Linde- trompette
- Jacek Onuszkiewicz - trompette
- Patricio Sobrado - tres, chœur, direction
- Gunnar Thullberg - claviers et guitare
- Kristian Persson - trombone
- Andreas Unge - basse
- Rickard Valdés - congas et timbales
- Harry Wallin - batterie et timbales
- Michel Zitron - chœurs
- Magnus Wiklund - trombone